# 御所站

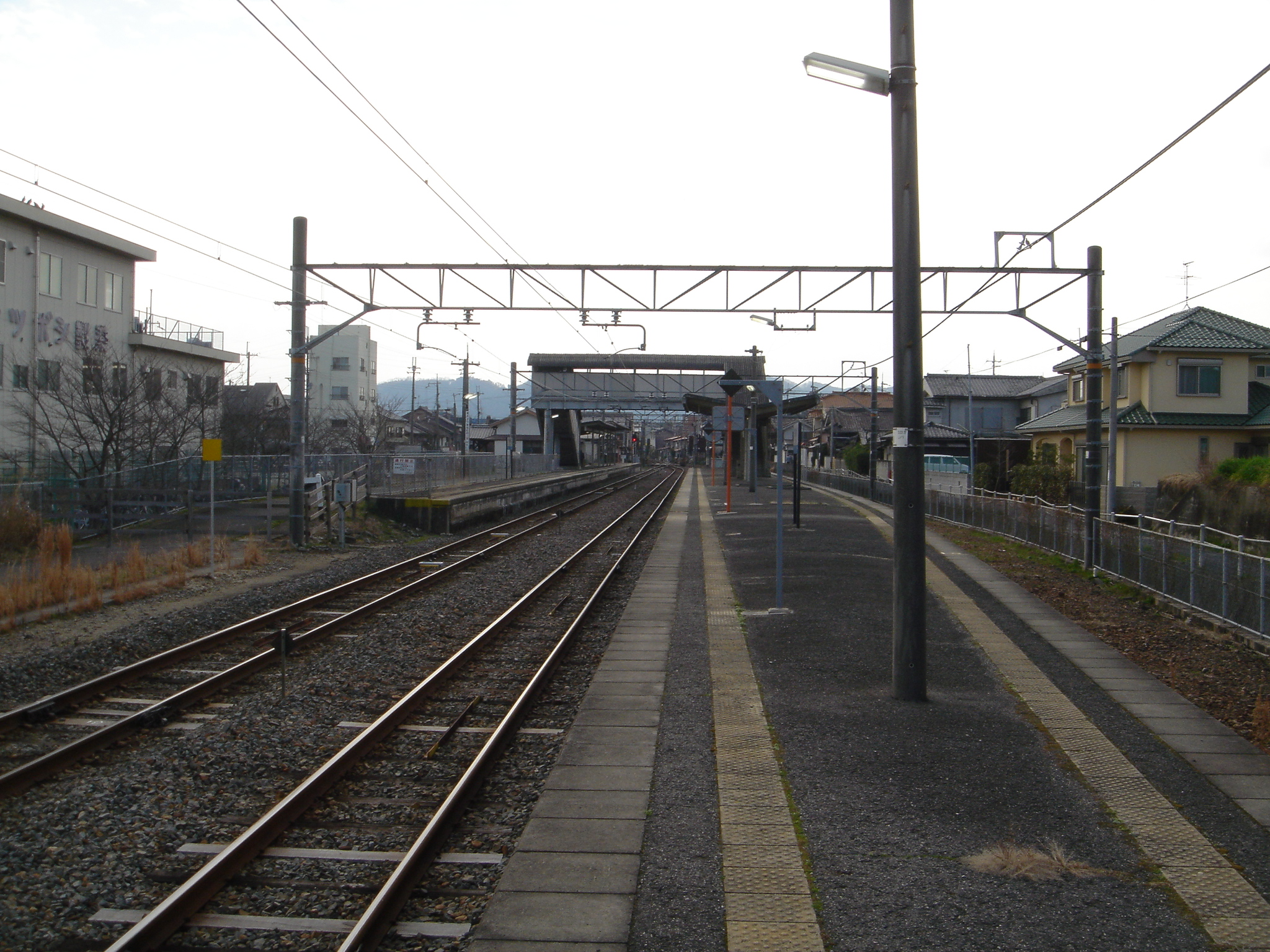
月台

御所站（日语：／ Gose eki */?）是位於奈良縣御所市153番2號，西日本旅客鐵道（JR西日本）的和歌山線車站。車站大樓是在明治時代已經建成，為御所町一帶貴重的文化景觀之一。

## 歷史
- 1896年（明治29年）5月10日 - 南和鐵道（日语：南和鉄道）高田站至葛站（現時：吉野口站）之間開通，此站啟用[1]。
- 1904年（明治37年）12月9日 - 南和鐵道路線由關西鐵道繼承，成為關西鐵道車站[1]。
- 1907年（明治40年）10月1日 - 關西鐵道被國有化（日语：鉄道国有法），成為帝國鐵道廳車站[1]。
- 1909年（明治42年）10月12日 - 制定路線名稱，成為和歌山線車站[1]。
- 1987年（昭和62年）4月1日 - 伴隨國鐵分割民營化，車站由西日本旅客鐵道（JR西日本）營運[1][2]。
- 2002年（平成14年）4月1日 - 成為簡易委託車站。當初計劃成為無人車站。該市與JR進行交涉後，需要由市的銀齡人材中心會員進行交班制負責售票。
- 2017年（平成29年） - 御所市發表於車站西邊新設車站大樓的方針[3]。
- 2018年（平成30年）
  - 3月17日 - 車站開始可以使用IC卡「ICOCA」[4]。
  - 3月27日 - 開設IC卡專用的西出口（鄰接2號月台）閘口[5]。

## 車站構造
車站是一座地面車站，設有2面2線的相對式月台。原本此站設有2面3線的單式、島式月台。車站大樓側的是1號月台（下行），使用跨線橋跨過對面的是2號月台（上行）。
此站是由王寺鐵道部管理的簡易委託車站。此站設有自動售票機和供IC卡「ICOCA」與共互相使用的IC卡使用的簡易閘機。此站也設有POS終端。

### 月台
| 月台 | 路線     | 上下行 | 方向           |
| ---- | -------- | ------ | -------------- |
| 1    | 和歌山線 | 下行   | 五條、橋本方向 |
| 2    | 和歌山線 | 上り   | 高田、王寺方向 |

## 使用狀況
根據「奈良縣統計年鑑」，以下為1日平均乘車人次：
| 年度   | 1日平均 乘車人次 |
| ------ | ---------------- |
| 2005年 | 699              |
| 2006年 | 679              |
| 2007年 | 683              |
| 2008年 | 630              |
| 2009年 | 604              |
| 2010年 | 586              |
| 2011年 | 566              |
| 2012年 | 565              |

## 車站周邊
車站東南方設有古老街道。
- 近鐵御所站（近鐵御所線） - 步行5分鐘內
- 御所市政廳
- 御所郵局（日语：御所郵便局）
- 葛城公園
- 御所警察廳舍（舊·御所警署（日语：御所警察署））
  - 近鐵御所站前派出所
- 御所市立御所小學（日语：御所市立御所小学校）
- 御所市立御所中學
- 濟生會御所醫院（日语：済生会御所病院）
- 鴨都波神社（日语：鴨都波神社）

## 相鄰車站
西日本旅客鐵道（JR西日本）
 和歌山線
■快速（直通至大和路線）、■普通
大和新庄－御所－玉手

## 注腳
1. 1 2 3 4 5 6  曾根悟（監修）. 朝日新聞出版分冊百科編集部（編集） , 编. . 週刊朝日百科. 42号 阪和線・和歌山線・桜井線・湖西線・関西空港線. 朝日新聞出版. 2010-05-16: 20–21 （日语）.
2. ↑  『交通年鑑 昭和63年版』 交通協力會，1988年3月。
3. ↑  . 毎日新聞. 2017-12-09  [2018-08-04]. （原始内容存档于2018-08-04） （日语）.
4. ↑   (新闻稿). 西日本旅客鉄道. 2018-01-22  [2018-08-04]. （原始内容存档于2020-10-30） （日语）.
5. ↑   (PDF). 広報御所. 御所市: 2.   [2018-08-04]. （原始内容 (PDF)存档于2022-06-06） （日语）.

## 外部連結
- 御所｜車站資訊：JR出門網 - 西日本旅客鐵道（日語）